# Hohnstein (hrad)
Hohnštejn (německy Hohnstein je hrad ve stejnojmenné obci Hohnstein v Saském Švýcarsku ve svobodném státě Sasko. Z kdysi četných hradů na pravém břehu Labe v Saském Švýcarsku je Hohnštejn jediný dodnes dochovaný.

## Poloha
Skalní hrad na pískovcové skále nad řekou Polenz je dominantou města. Stojí na tvrdé pískovcové desce 140 metrů nad dnem údolí řeky. Přístup k hradu je možný pouze přes hohnsteinské městské tržiště.

## Dějiny
Hrad Hohnštejn byl vystavěn zřejmě kolem roku 1200 nebo dříve, jako součást českého pohraničního opevnění s Míšeňským markrabstvím a zároveň se Saskem. Roku 1353 připadl hrad do vlastnictví českého pána Hynka Berky z Dubé, jehož erb se zkříženými dubovicemi zdobí průjezd do druhého nádvoří. 

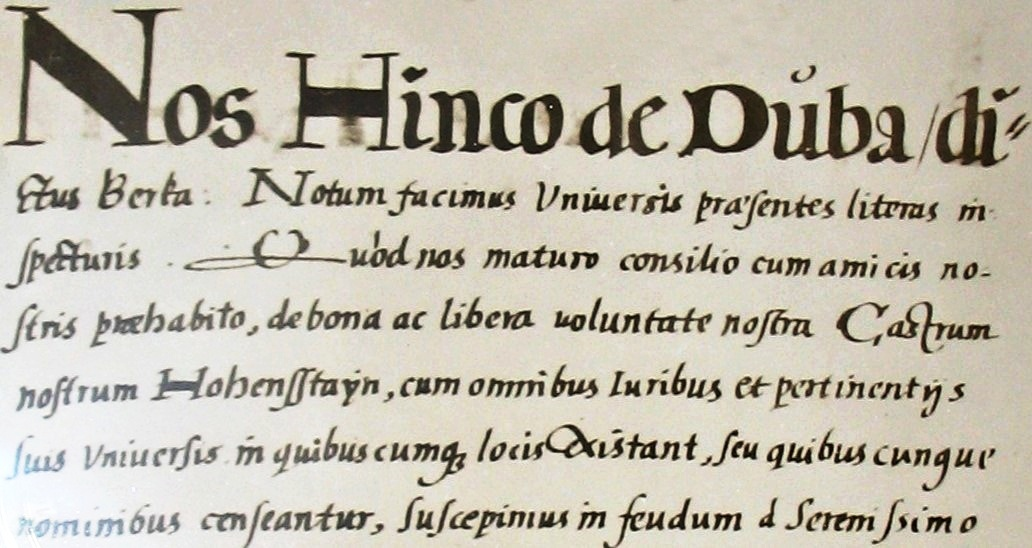
Listina Hynka Berky z Dubé z 16. listopadu 1353, v níž je zmíněno vlastnictví hradu. Detail úvodní části..

Berkové vlastnili hrad až do roku 1443, kdy ho Hynek III. z Dubé vyměnil se saským kurfiřtem Fridrichem II. Dobromyslným za panství Mühlberg na Labi. V roce 1459 byl potvrzen status Hohnštejna jako českého léna, kterým hrad zůstal až do roku 1806. V 16. a 17. století zde sídlily různé německé šlechtické rody, roku 1543 ho směnou získali Wettinové. Hrad pak až do roku 1861 sloužil jako regionální správní centrum kurfiřtského úřadu.Roku 1639, za třicetileté války, se ho neúspěšně pokusili dobýt Švédové. V 17. a 18. století bylo v jedné jeho části umístěno státní vězení.
Po roce 1861 se hrad stal nápravným zařízením, nejprve pro muže, pak pro mladistvé delikventy.  Od roku 1926 zde byla zřízena turistická ubytovna pro mládež, s tisíci lůžky největší v Německu. O dva roky později zde bylo umístěno loutkové divadlo Maxe Jacoba.  V roce 1933 použili nacisté hrad jako vazební věznici pro cca 5600 politických vězňů. V roce 1935 převzal hrad Hitlerjugend. Po dobu druhé světové války sloužil hrad Hohnštejn jako zajatecký tábor (nejprve pro 800 polských a poté také francouzských důstojníků, později pro zajatce z jugoslávských a sovětských bojů). Po válce se zde soustředili Němci z odsunů a váleční uprchlíci. Za časů NDR byl na hradě provozován největší dětský tábor. Na konci komunistického režimu se plánovalo přeměnit zámek v objekt na internování politicky nespolehlivých osob, kapacita měla činit 890 míst.
V současnosti je zde hradní muzeum, turistická ubytovna a sídlí zde spolek ochránců přírody.

## Podoba hradu
Zámek se skládá ze tří stavebně oddělených částí. Původní hrad se nacházel na nejvyšším místě ostrohu, kde je dnes novodobá romantická stavba s věží nazývaná Zadní zámek. Stával zde bergfrit v podobě šestiboké věže a pozdně gotická kaple svaté Anny, zbořená roku 1951. Tato nejstarší část hradu byla z velké části zničena požárem v roce 1632. Budovy Prostředního zámku – sýpka, pivovar (dnes muzeum) a sídelní objekty s věží vymezují horní hradní nádvoří. Věž Prostředního zámku je nejstarší dochovanou stavbou hradu. Zakřivenou chodbou pod tělesem Prostředního zámku se prochází na dolní hradní nádvoří, na němž stojí Přední zámek, renesanční stavba ze 16. století. Z náměstí se na hrad původně přicházelo po padacím mostě, později ho nahradil dnešní kamenný.
Objekt je po zaplacení vstupného přístupný od Velikonoc do 31. října.

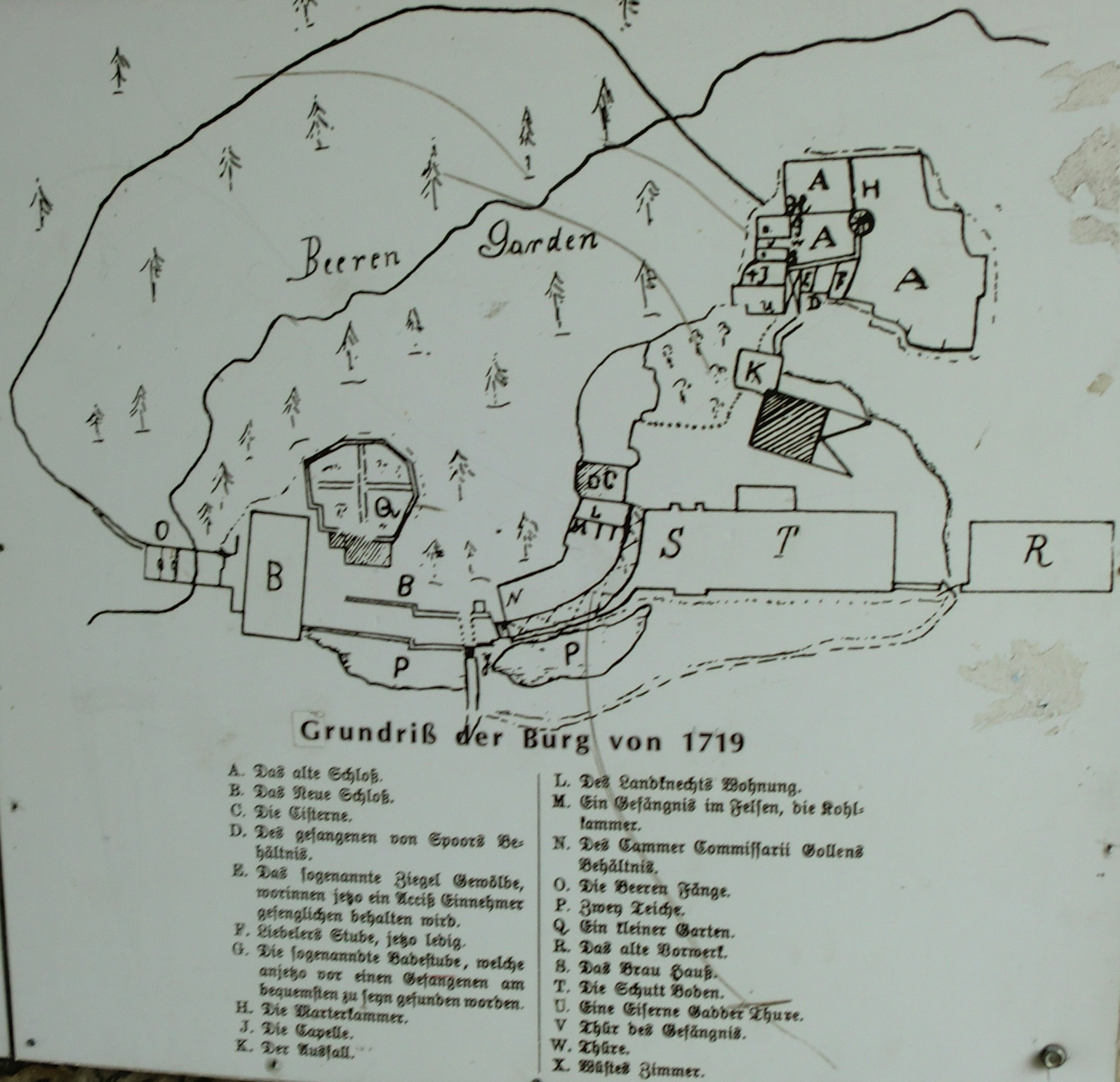
Kresba hradu z roku 1719 s popisky budov
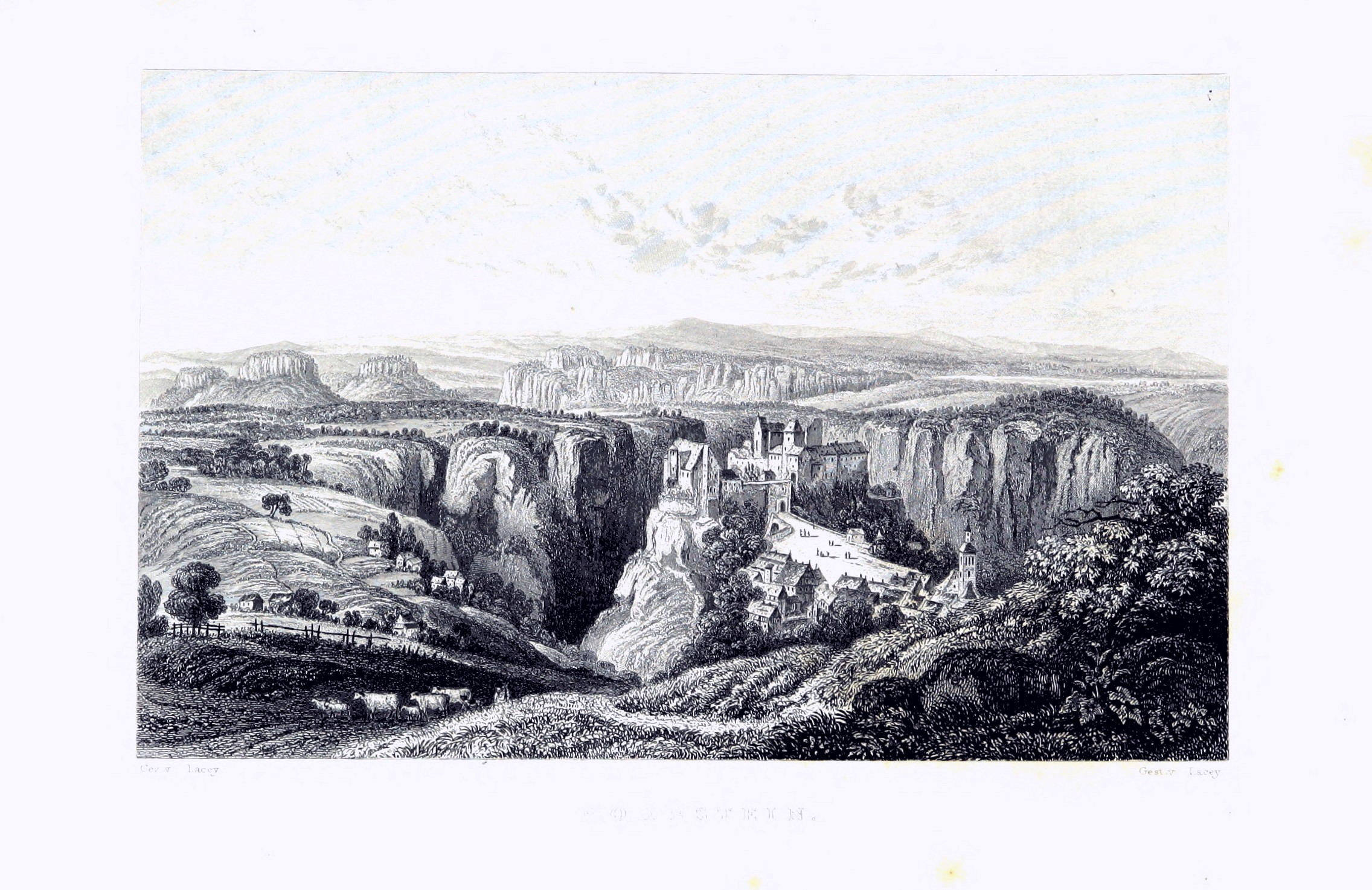
Hrad Hohnštejn kolem roku 1844
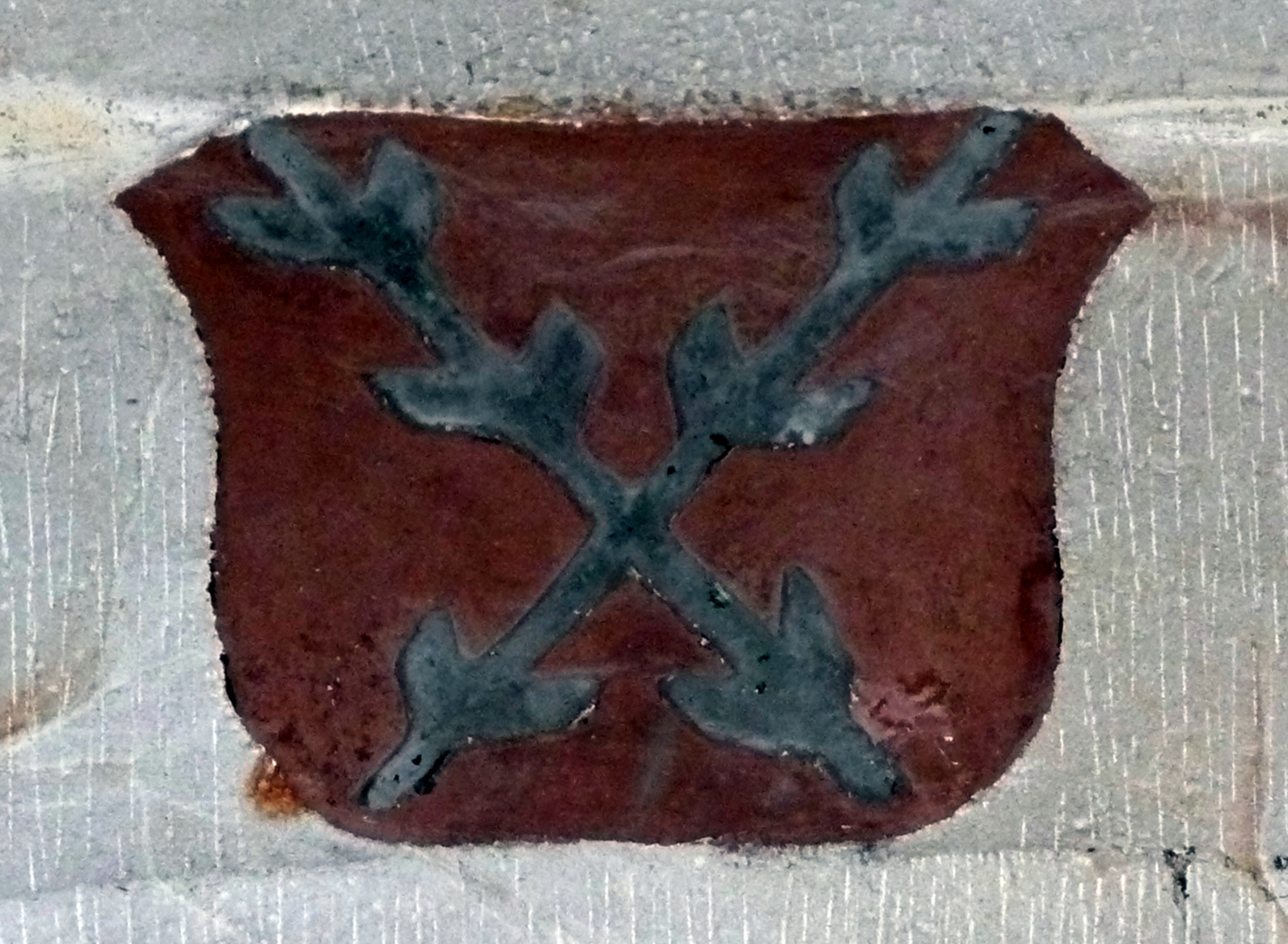
Erb Berků z Dubé a Lipé nad průchodem na druhé nádvoří